# Lado Kocijan
Lado Kocijan, slovenski general in obramboslovec, * 14. avgust 1925, Brezovica pri Mirni, † 25. december 2022, Trebnje.
Med vojno je sodeloval v NOB, kjer je bil mdr. pooblaščenec Ozne v 15. diviziji, po vojni je ostal v JLA, kjer je bil načelnik protiobveščevalne službe v diviziji in načelnik oddelka varnosti v 3. armadi, načelnik štaba TO Slovenije (1977–80) in pomočnik poveljnika 9. armade.  Leta 1959 je končal Višjo vojno akademijo v Beogradu, 1969 šolo ljudske obrambe JLA in dobil čin generlmajorja JLA. 
Od leta 1981 je kot izredni profesor predaval operatiko in strategijo na katedri za obramboslovje na Fakulteti za sociologijo, politične vede in novinarstvo v Ljubljani. Leta 2018 je postal častni občan občine Mirna